# 溪生社
溪生社，又譯「溪山」，是越南廣治省下辖的一个社，原为向化縣县治，位于東河市以西63公里。是溪生战役的发生地。

## 历史
1968年7月9日，北越取得溪生战役胜利，向化县成为越南南方第一个全境被越共占领的县份。
2025年，廣治省诸县均被废除，溪生市镇改制为社。

## 行政区划
截至2025年6月，溪生市镇下辖8块：
- 第一块（Khối 1）
- 第二块（Khối 2）
- 3A块（Khối 3A）[5]
- 3B块（Khối 3B）
- 第四块（Khối 4）
- 第五块（Khối 5）
- 第六块（Khối 6）[6]
- 第七块（Khối 7）